# STS–83
Az STS–83 jelű küldetés az amerikai űrrepülőgép-program 83., a Columbia űrrepülőgép 22. repülése.

## Jellemzői
Kereskedelmi megrendelések érdekében a Spacelab laboratórium kapacitását használták.

## Első nap
1997. április 4-én a szilárd hajtóanyagú gyorsítórakéták, Solid Rocket Booster(SRB) segítségével Floridából, a Cape Canaveral (KSC) Kennedy Űrközpontból, a LC39–A (LC–Launch Complex) jelű indítóállványról emelkedett a magasba. Az orbitális pályája 90,5 perces, 28,45 fokos hajlásszögű, elliptikus pálya perigeuma 298 kilométer, az apogeuma 302 kilométer volt. Felszálló tömeg indításkor 127 340 kilogramm, leszálló tömeg 117 802 kilogramm. Szállított hasznos teher 10 169 kilogramm.
Eredeti program szerint 15 nap 16 óra időtartamra tervezték a küldetést. Az elektromos ellátásban bekövetkezett technikai hiba veszélyeztette az űrhajósok életét, az űrrepülőgép létét. A programot az STS–94 küldetésén megismétlik.

## Hasznos teher
1. Spacelab mikrogravitációs laboratóriumban (MSL) négy fő létesítményben 19 anyagtudományi vizsgálatot kívántak végezni. A legénység 12 órás váltásokban végezte előírt feladatát.
2. Izotermák kemence – a Japán Űrügynökség (NASDA) által kifejlesztett tudományos kutatóeszköz (folyékony fémek és ötvözetek hevítése, hűtése).
3. Electromagnetic Containerless Processing Facility (TEMPUS) – elektromágneses kemencében ömlesztett üveg- és  fémes folyadékok kísérlete.
4. Combustion Module-1 (CM-1) – égési kísérletek végzése a NASA és a Lewis Research Center együttműködésében.
5. Droplet Combustion Experiment (DCE) – cseppek égési folyamatának vizsgálata.
6. Orbital Acceleration Research Experiment (OARE) – a mikrogravitációs környezetben fellépő rezgések mérése, elősegítve a kutatási folyamatok pontosságát.
7. Cryogenic Flexible Diode (CRYOFD) – hőcső kísérletek, eszközök (rugalmas csövek) tesztelése, hogy a földi technológiákba alkalmazásra kerüljenek.
8. Shuttle Amateur Radio Experiment (SAREX) – rádióamatőrökkel biztosított programszerű kapcsolat.

## Harmadik nap
1997. április 8-án a Kennedy Űrközponton (KSC), kiinduló bázisán szállt le. Összesen 3 napot, 23 órát, 13 percet és 38 másodpercet töltött a világűrben. 2 400 000 kilométert (1 500 000 mérföldet) repült, 83 alkalommal kerülte meg a Földet.

## Személyzet
(zárójelben a repülések száma az STS–83 küldetéssel együtt)
- James Donald Halsell (3), parancsnok
- Susan Kilrain (1), pilóta
- Janice Elaine Voss (3), hasznos teher parancsnok
- Michael Landon Gernhardt (2), küldetés specialista
- Donald Alan Thomas (3), küldetés specialista
- Roger Keith Crouch (1), hasznos teher specialista
- Gregory Thomas Linteris (1), hasznos teher specialista

### Tartalék személyzet
- Catherine Grace Coleman küldetésfelelős
- Paul David Ronney küldetés specialista
- Alan Eugene Johnston küldetés specialista

### Visszatérő személyzet
- James Donald Halsell (3), parancsnok
- Susan Kilrain (1), pilóta
- Janice Elaine Voss (3), hasznos teher parancsnok
- Michael Landon Gernhardt (2), küldetés specialista
- Donald Alan Thomas (3), küldetés specialista
- Roger Keith Crouch (1), hasznos teher specialista
- Gregory Thomas Linteris (1), hasznos teher specialista